# Liste der portugiesischen Botschafter im Libanon
Die Liste der portugiesischen Botschafter im Libanon listet die Botschafter der Republik Portugal im Libanon auf. Die beiden Länder unterhalten seit 1955 diplomatische Beziehungen.
Erstmals akkreditierte sich 1957 ein portugiesischer Vertreter in der libanesischen Hauptstadt Beirut. Eine eigene Botschaft eröffnete Portugal dort 1962. Im Jahr 1987 schloss Portugal seine Botschaft wieder. Zeitweise waren danach die Portugiesischen Botschafter in Ägypten, in Tunesien und in der Türkei für den Libanon zuständig, seit 2008 wird der Portugiesische Botschafter in Zypern in Beirut zweitakkreditiert.
In der libanesischen Hauptstadt Beirut ist ein portugiesisches Honorarkonsulat eingerichtet.

## Missionschefs
| Name                                                | Bild    | Amtszeit                            | Anmerkungen                                                                        |
| Libanon                                             | Libanon | Libanon                             | Libanon                                                                            |
| --------------------------------------------------- | ------- | ----------------------------------- | ---------------------------------------------------------------------------------- |
| José Weinholtz de Bivar Brandeiro                   |         | ab April 1957                       | Ministro Plenipotenciário mit Amtssitz Kairo, im April 1957 in Beirut akkreditiert |
| António José Aniceto de Siqueira Freire             |         | 2. September 1962 –13. Mai 1963     | Botschafter mit Amtssitz Beirut, am 22. September 1962 akkreditiert                |
| Manuel Sá Nogueira                                  |         | 13. Mai 1963 –27. Dezember 1963     | Übergangs-Geschäftsträger am Amtssitz Beirut                                       |
| Rui Eduardo Barbosa de Medina                       |         | 27. Dezember 1963 –8. November 1970 | Botschafter mit Amtssitz Beirut, am 25. Februar 1964 akkreditiert                  |
| Augusto Henrique de Almeida Coelho Lopes            |         | 13. Januar 1971 –12. November 1974  | Botschafter mit Amtssitz Beirut, am 1. März 1971 akkreditiert                      |
| Heitor Manuel Prestes Maia e Silva                  |         | 1. August 1975 –20. August 1976     | Übergangs-Geschäftsträger am Amtssitz Beirut                                       |
| João Nuno Perestrello Botelheiro Cavaco             |         | 19. Juli 1979 –21. Januar 1984      | Botschafter mit Amtssitz Beirut, am 7. August 1979 akkreditiert                    |
| Luís Gonzaga Ferreira                               |         | 8. November 1984 –10. April 1987    | Botschafter mit Amtssitz Beirut                                                    |
| José Manuel Waddington de Matos Parreira            |         | ab 1988                             | Botschafter mit Amtssitz Kairo, am 5. Januar 1988 in Beirut akkreditiert           |
| Duarte Vaz Pinto da Fonseca de Sá Pereira de Castro |         | ab 1995                             | Botschafter mit Amtssitz Kairo, am 30. März 1995 in Beirut akkreditiert            |
| Filipe Augusto Ruivo Guterres                       |         | ab 1996                             | Botschafter mit Amtssitz Tunis, am 20. Juli 1996 akkreditiert                      |
| José Guilherme de Mendonça Stichini Vilela          |         | ab 1997                             | Botschafter mit Amtssitz Ankara, am 30. Juli 1997 in Beirut akkreditiert           |
| António Jorge Jacob de Carvalho                     |         |                                     | Botschafter mit Amtssitz Nikosia, am 23. Juli 2008 in Beirut akkreditiert          |
| João Bernardo de Oliveira Martins Weinstein         |         | ab 2011                             | Botschafter mit Amtssitz Nikosia                                                   |
| João Manuel Pina Perestrello Cavaco                 |         | ab 2013                             | Botschafter mit Amtssitz Nikosia                                                   |
| Maria Manuela Freitas Bairos                        |         | seit 2018                           | Botschafterin mit Amtssitz Nikosia                                                 |